# Fiat 1100
La Fiat 1100 è un'automobile prodotta dalla casa automobilistica FIAT dal 1939 al 1969.

## Le prime 1100 (1939-1953)

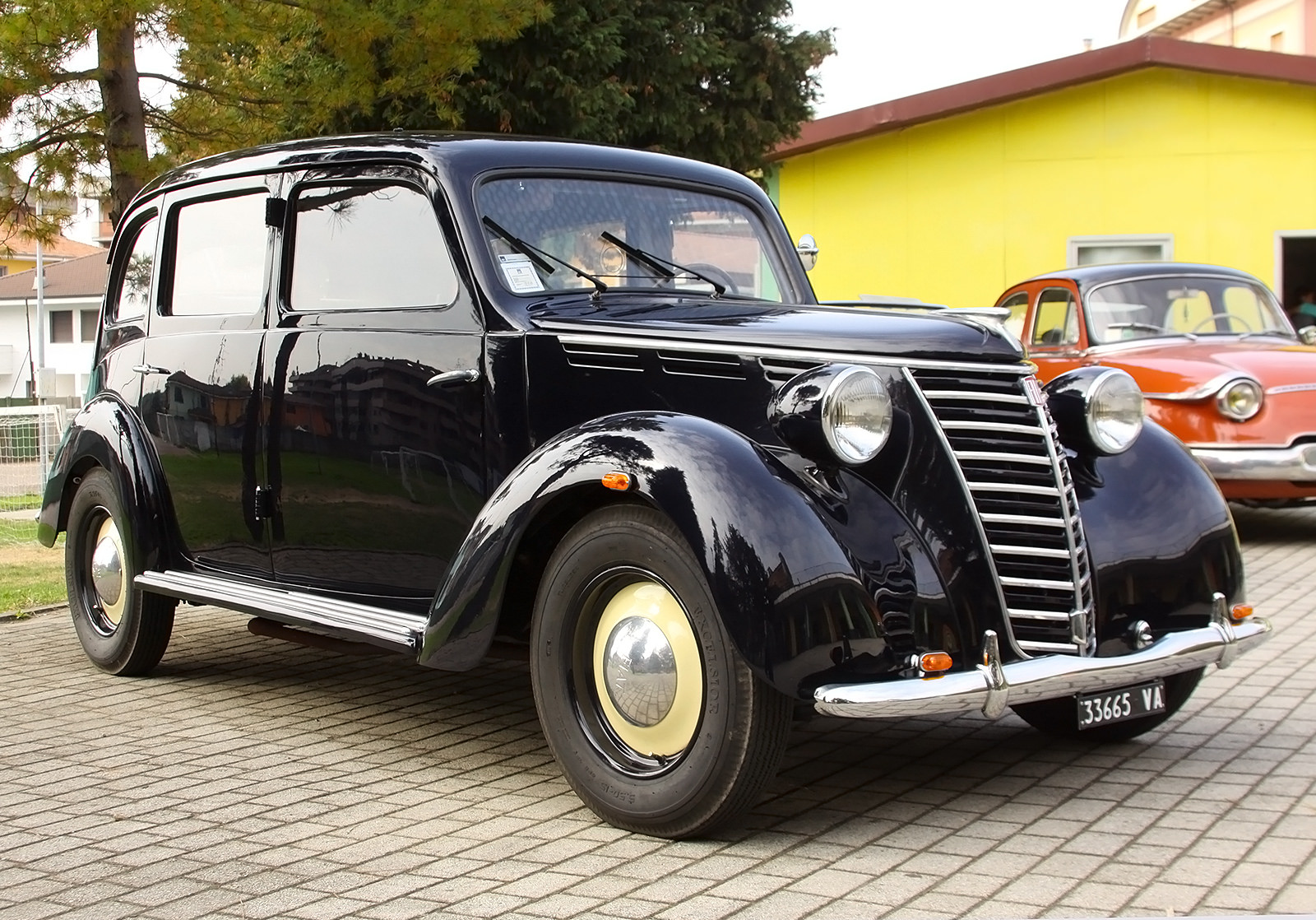
Fiat 1100 BL del 1948

La capostipite di tutte le "1100" fu la Fiat 508C "Nuova Balilla 1100", uscita nel giugno del 1937, la cui evoluzione stilistica denominata 1100 A e presentata alla fine del 1939, e subito ribattezzata popolarmente "musone", fu la prima vettura della marca torinese a fregiarsi della denominazione Fiat 1100.
Il soprannome "musone" derivava dall'imponente calandra spartivento (in uso anche sulla Fiat 2800) che la differenziava esteriormente dalla prima versione, poi anche definita "musetto" per retroformazione del termine.
Nell'immediato dopoguerra (settembre 1948), la 1100 A, lievemente modificata, assunse la designazione di 1100 B, poi, alla fine dell'estate del 1949, uscì la 1100 E, caratterizzata esteriormente dal vano bagagliaio che conteneva ruota di scorta (che nei modelli A e B era a vista esternamente) ed internamente dal comando del cambio al volante (cambio peraltro fornito di seconda velocità sincronizzata).
Le 1100 B e le successive E, grazie anche all'ampio abitacolo, ebbero un notevole successo; inoltre, avendo ancora il telaio separabile dalla scocca, fu scelta dalle innumerevoli carrozzerie che producevano fuoriserie, quali Ghia, Pininfarina, Frua, Zagato, solo per citare le più famose. Ma la Fiat forniva anche il telaio della versione camioncino / furgone, identico ma più lungo, e su questo telaio i carrozzieri ricavarono taxi e ambulanze.
In precedenza, durante la guerra, era già stato prodotto un modello in allestimento "ufficio mobile". I telai allungati venivano contrassegnati con la lettera L posta dopo quella del modello (quindi AL,  BL oppure EL), mentre l'eventuale suffisso R (ALR, BLR,  ELR) indicava un telaio rinforzato per applicazioni che richiedessero una robustezza maggiore.

## Le 1100/103 (1953-1960)
Nel 1953 con il modello 1100/103 l'auto fu radicalmente modificata.
Si trattava di un'autovettura totalmente nuova, dotata di scocca portante e  moderna carrozzeria con parafanghi integrati a 4 porte e 3 volumi, a coda corta tondeggiante.
Della progenitrice manteneva solamente il motore 4 cilindri con albero a camme laterale di 1089 cm³.

La Fiat 1100/103 del 1953 nell'allestimento normale

Le soluzioni tecniche (a parte il passaggio alla soluzione monoscocca) erano però classiche: trazione posteriore, avantreno a ruote indipendenti con triangoli sovrapposti, molle e ammortizzatori idraulici telescopici a doppio effetto, barra stabilizzatrice trasversale; retrotreno a ponte rigido con balestre longitudinali semiellittiche, ammortizzatori idraulici telescopici a doppio effetto, barra stabilizzatrice trasversale;  freni a tamburo su tutte le ruote.
Tuttavia non mancava qualche novità, come il telaietto ausiliario che sosteneva il gruppo motore-cambio al quale era ancorata la sospensione anteriore.
La 103, messa sul mercato nell'aprile 1953 in due versioni, la Tipo A, più economica, e la Tipo B, maggiormente rifinita e accessoriata. Nel marzo del 1954 fu presentata anche la 103 Familiare, detta giardinetta.
Tutte le 103 grazie anche alla leva del cambio al volante, potevano ospitare 6 persone.
La 103 ottenne grande successo, soprattutto nella versione berlina Tipo B (con interni meglio rifiniti, sedile anteriore a panca unica e maggiori finiture esterne ed interne con ampia scelta di colori).
Piacque decisamente meno la Tipo A, disponibile solo in grigio topo e con allestimento troppo spartano, per un risparmio all'osso a danno del comfort oltre che dell'eleganza: sedili separati anteriormente (perciò meno confortevoli viaggiando con 3 persone davanti) e solo in tessuto grigio a righine, mancanza riscaldamento abitacolo, aletta parasole solo sul lato guida, mancanza maniglie d'appiglio per i passeggeri posteriori, mancanza alloggiamento autoradio interno vettura, parziale mancanza delle modanature sulle fiancate, e persino mancanza della scritta "Fiat 1100" sul baule posteriore.
La Familiare infine era apprezzata da artigiani e commercianti.

La Fiat 1100/103 TV prima serie del 1953-1954

Nell'ottobre del 1953 fu lanciata la versione 103 TV (Turismo Veloce) potenziata a 48 CV, in seguito diventati 50, contro i 36 delle altre versioni, albero di trasmissione in due parti collegate da un giunto, carburatore doppio corpo Weber, rapporto di compressione più elevato, rapporti al ponte diversi, verniciatura bicolore, finiture più ricche, "codine" al bagagliaio e terzo faro centrale, antinebbia, inserito nella mascherina.

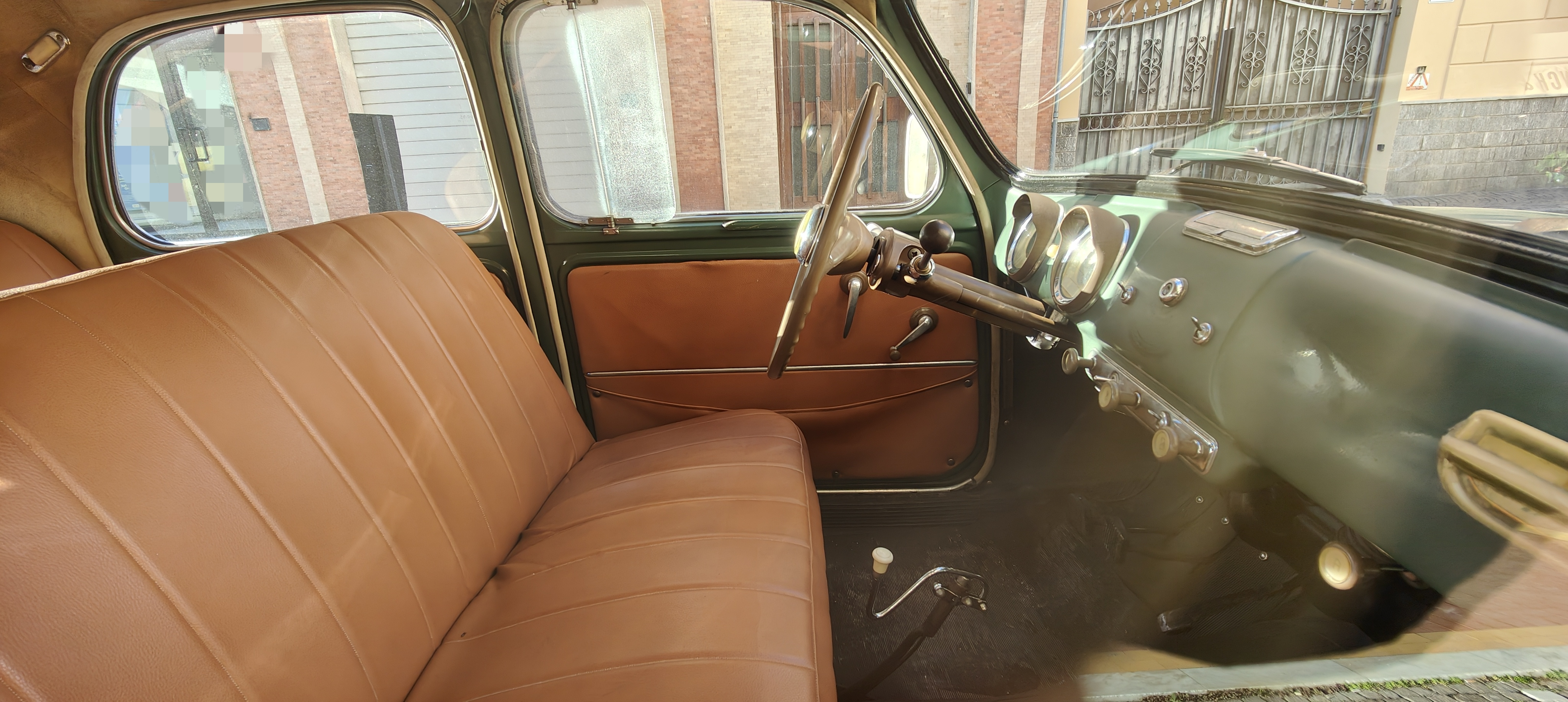
Cruscotto di un modello del 1955

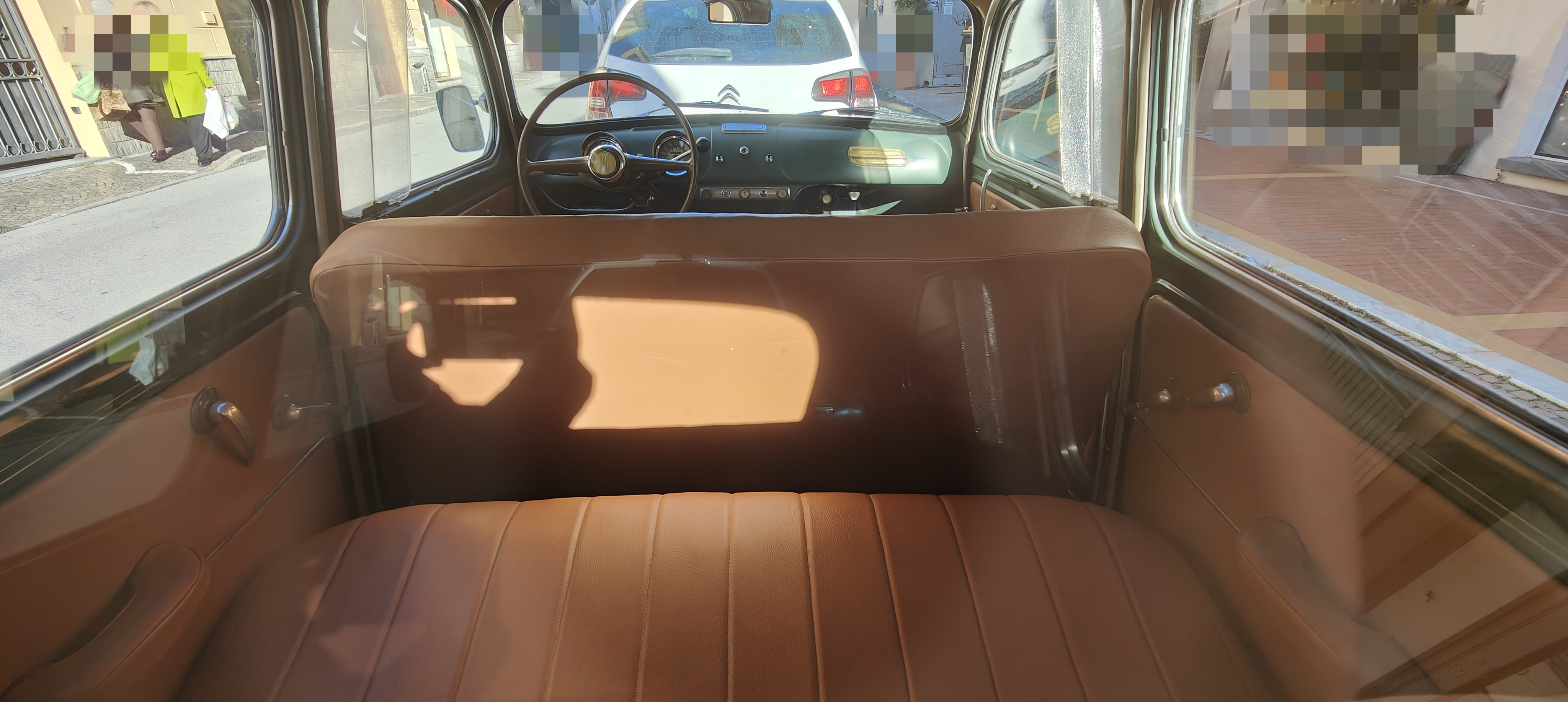
Abitabilità interna di una 1100 del 1955

Al Salone di Ginevra del marzo 1955 fu presentata la 103 Trasformabile: realizzata dalla Sezione Carrozzerie Speciali della Fiat, era una piccola spider a 2 posti, con tratti americaneggianti (anche se non molti furono esportati negli Stati Uniti) e meccanica della 103 TV berlina.

La 1100/103 "E" TV del 1956-1957

Nel 1956 un restyling interessò la 103 berlina e familiare, dando vita alla serie 103 E.
Oltre ad alcune modifiche al frontale (nuova mascherina con faro antinebbia centrale come la 103 TV del 1953, indicatori di direzione sotto i fari, profilato cromato laterale di foggia differente, diversa forma del maniglione posteriore contenente anche la luce targa) ed agli interni (plancia, strumentazione, riscaldamento, rivestimenti, schienale del sedile posteriore ribaltabile per aumentare la capacità di carico), la berlina beneficiò di un nuovo disegno dei fanalini posteriori e di un diverso posizionamento della ruota di scorta nel vano bagagli.La verniciatura bicolore era disponibile solo per le varianti familiare e TV.
Dal punto di vista tecnico, oltre a motori leggermente potenziati (40 CV per le versioni normali e 53 per le TV), tutte le versioni adottarono l'albero di trasmissione in due parti.
Le versioni Trasformabile, invariate esteticamente, adottarono il motore da 53 CV. La velocità massima dichiarata per la berlina E TV era di circa 140 km/h però, singolarmente, una prova su strada di allora vide la vettura "fermarsi" a soli 128 km/h, inferiori anche ai 131 km/h raggiunti nel 1990 in un'altra prova su strada, come auto d'epoca, di una TV prima serie del 1953 mai restaurata e in ottime condizioni originali. Il modello TV venne, in ogni caso, esplicitamente apprezzato da Enzo Ferrari.
Al Salone di Torino dell'autunno 1957 uscì la serie 103 D (conosciuta anche come modello 58), contraddistinta soprattutto dall'incremento delle dimensioni grazie a un bagagliaio più lungo e più capiente, mentre le TV berlina e Trasformabile furono rimpiazzate dalle nuove 1200.
Nel marzo del 1959 un ulteriore restyling diede vita alla serie 103 H (definita anche come "Tipo Lusso") che andò ad aggiungersi alla 103 D: il nuovo modello si distingueva dalla versione base per il motore più potente ma anche per un equipaggiamento più ricco, per allestimenti interni più curati, per una diversa mascherina anteriore, per la verniciatura bicolore e per l'aggiunta di profili e fregi cromati quali le "rondinelle" sulle codine. Nel 1959-1960 la gamma era pertanto composta dalla versione base (103 D), dalla versione Lusso (103 H) e dalla Familiare.

## Le 1100 Export e Special (1960-1962)

La Fiat 1100/103 Export del 1960-61

Nell'autunno 1960 la gamma delle 103 fu rivoluzionata: la versione "base" fu denominata "Export" ed ereditò la carrozzeria della precedente 103 H (la cosiddetta berlina Lusso) anche se in edizione semplificata, mentre la versione di maggior pregio, cui venne assegnata la denominazione Special, adottò il corpo vettura della 1200 Granluce reso più piacevole dall'eliminazione di numerosi orpelli cromati. Entrambe montarono il motore da 50 CV (55 CV misurati col metodo S.A.E.) che consentiva loro di superare i 130 km orari di velocità massima.
Usufruendo del corpo vettura della 1200, la versione Special abbandonò l'apertura "a vento" delle portiere (presenti solo su un prototipo) e adottò la configurazione "controvento".
Anche la Familiare beneficiò di qualche piccola modifica e adottò il medesimo motore delle berline. Da segnalare che alla fine del 1961 la versione Special ricevette qualche piccola modifica, la più evidente delle quali alle fiancate, dalle quali furono eliminate le nervature che avevano caratterizzato tutte le 103 precedenti. Da quel momento le fiancate e le portiere furono le stesse del successivo modello D.

## Le 1100 D (1962-1966)

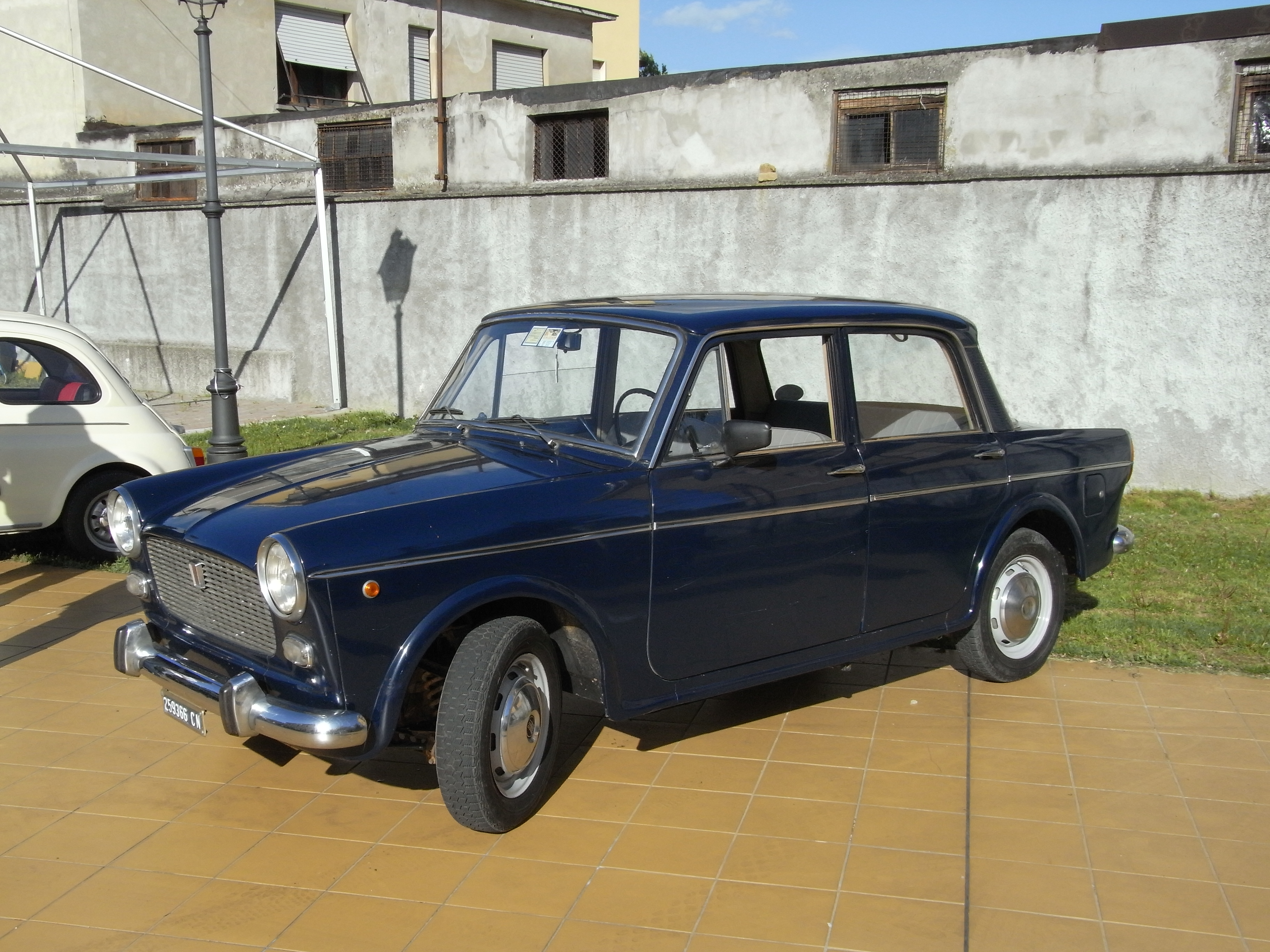
Una 1100 D

Nell'autunno del 1962 un ulteriore restyling, sempre conservando la carrozzeria della "1200 Granluce", scelta ormai definitiva, diede vita alla "1100 D". A cambiare furono soprattutto gli interni, il padiglione, la calandra che divenne piatta e semplificata senza cromature, con fanalini anteriori di forma rettangolare. Inoltre tutte le versioni adottarono le porte ad apertura "controvento", già presenti sulla Special, anziché a farfalla.
Dal punto di vista tecnico le novità maggiori erano l'adozione del motore di 1221 cm³ (ex "1200 Granluce") da 55 CV S.A.E. e l'adozione del carburatore monocorpo. Le "1100 D" erano disponibili in un unico allestimento, identico per le versioni Berlina e Familiare.

## Le 1100 R (1966-69)

Una 1100 R sulla rivista "Style auto" nel 1966

Nel gennaio del 1966, nell'imminenza del lancio delle più moderne 124 (avvenuto appena due mesi dopo), per evitare ogni possibile concorrenza tra i due modelli, la 1100, denominata R (Rinnovata), fu riposizionata verso il basso e motorizzata di nuovo con un motore da 1089 cm³ e 48 CV.
Contemporaneamente la carrozzeria fu rivista nel frontale (completamente ridisegnato) e negli interni (semplificati dall'adozione di componenti della 850, come il volante, mentre per la strumentazione si ritornò all'uso, come nella prima serie del 1953, di un quadrante ad ago per il tachimetro, invece dell'indicatore a linea rossa mobile). Sulla berlina cambiò anche la coda, ora più squadrata, priva di pinne e dotata di luci circolari (le stesse della 850). Dal punto di vista tecnico si segnalavano anche l'adozione di freni anteriori a disco e il ritorno del comando del cambio a cloche. Le fiancate, simili a quelle della versione D, si arricchirono nuovamente di una nervatura nella parte inferiore, più semplice rispetto a quella presente sui modelli 103. I cerchi ruota si ridussero da 14 a 13 pollici di diametro. Fu aggiunta per la prima volta la comodità della serratura sul pomello di apertura dello sportello destro del passeggero anteriore, con la maniglia interna senza la sicura fissa in basso che ritorna nella posizione orizzontale dopo avere chiuso lo sportello destro dall'interno spingendola in basso.                                               
La 1100 R rimase in listino – sia nella versione berlina che in quella familiare  - fino all'ottobre del 1969, quando fu definitivamente sostituita dalla Fiat 128, immessa sul mercato circa cinque mesi prima.

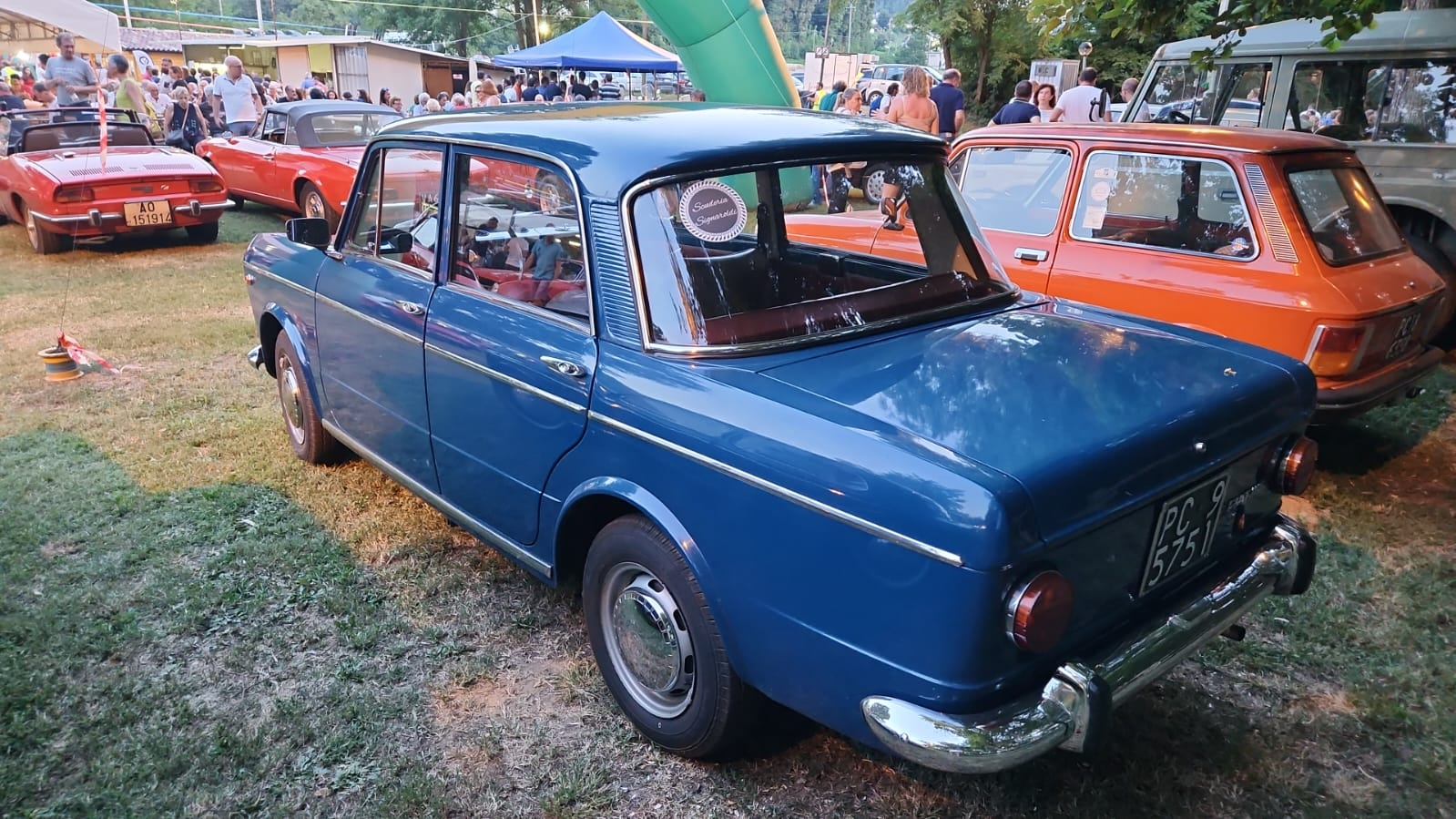
Fiat 1100 R, particolare fanali retro e fiancata

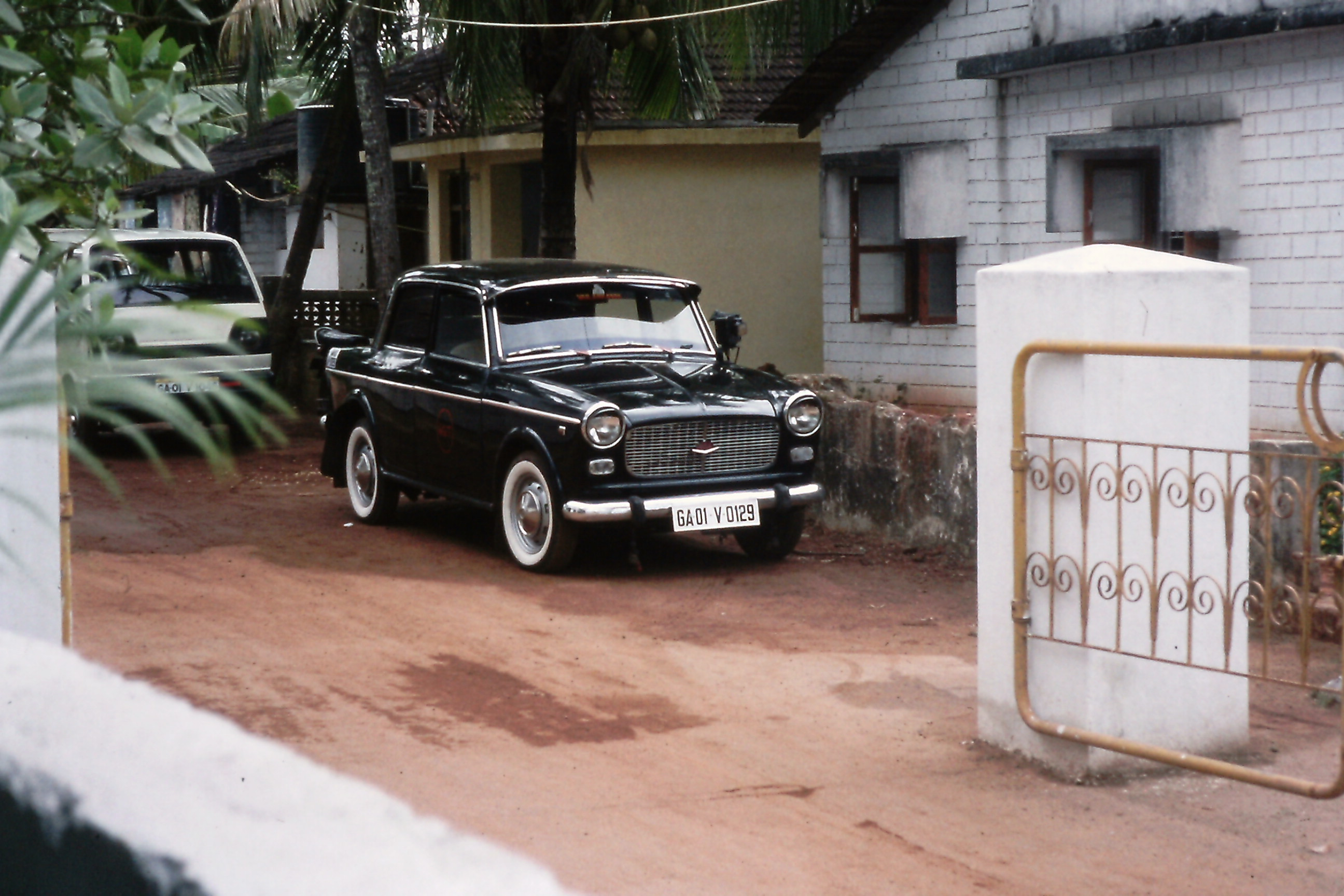
Una Premier Padmini, ossia la 1100 D per il mercato indiano

## Le 1100 "estere"
La 1100 R, poi venduta con successo nell'Europa Occidentale, era stata originariamente pensata per il mercato pakistano. La Fiat, infatti, pensava che l'oramai datato modello non fosse più in grado di reggere sui mercati evoluti, anche se invece la realtà smentì le previsioni e la vettura ottenne successo.
Il costruttore indiano Premier, che aveva già fabbricato su licenza le Fiat 500 Topolino, rilevò nel 1967 la catena di montaggio della 1100 D, avviando la produzione della Premier Padmini, identica all'originale Fiat (a parte il motore che invece era il 1089 cm³ da 48 CV del modello R e, in seguito, il comando cambio a pavimento).
La vettura (nella versione con guida a destra) fu costruita fino al 1999, stabilendo un vero record di durata per un modello Fiat di media categoria, con più di un milione di esemplari fabbricati.
La Fiat 1100 fu anche prodotta dalla consociata argentina Fiat Concord nella versione D Export tra il 1960 e 1963. Fu prodotta in 23 152 esemplari.
In Germania fu costruita dalla Fiat Neckar col nome di "Europa" e nel Benelux fu commercializzata col nome di "Urania", mentre la 1100 D fu chiamata "Nettunia 1200".

## Le versioni derivate

Dalle 1100 derivarono anche dei camioncini, come questo Fiat 1100 ELR del 1953.

Da tutte le 1100 del periodo 1937/1953 derivarono parecchi veicoli commerciali, costruiti dalla stessa Fiat o da carrozzieri specializzati: la versione "lunga" era utilizzata soprattutto in edizione taxi e nel promiscuo "furgone/giardiniera", ma non mancarono cabriolet, coupé sportivi, furgoncini, camioncini e, negli anni della seconda guerra mondiale, coloniali e militari, anche con carrozzeria tipo torpedo/camionetta.
Il Regio Esercito adottò le versioni camioncino della Fiat 508C e della Fiat 1100 A. Quest'ultimo aveva carrozzeria parzialmente in legno e cassone posteriore, anch'esso in legno, di dimensioni 1540×1600×600 mm con 590 kg di portata. Da questo camioncino venne estrapolata da parte delle Officine Automobilistiche Regio Esercito (OARE) di Bologna un "semovente" contraereo: sul cassone della "musone" A fu installata una mitragliatrice binata Fiat Mod. 14/35 da 8 mm, montata sull'affusto della mitragliera Breda 20/65 Mod. 1935. Prodotta in 50 esemplari, fu assegnata alla 101ª Divisione motorizzata "Trieste" ed impiegata sul fronte nordafricano per la scorta antiaerea delle colonne motorizzate.
Dal telaio della 1100/103, oltre a taxi con carrozzerie speciali dovute a Ghia e Pininfarina (che non ebbero il successo delle precedenti versioni) e ai consueti camioncini e furgoncini realizzati però sul telaio del modello precedente E (denominati I per Industriale e caratterizzati dalle carreggiate più larghe della vettura), fu realizzato anche un furgone, denominato 1100 T, che ottenne risultati lusinghieri di vendita, soprattutto  fra i venditori ambulanti, grazie a una buona capacità di carico.
Basandosi sulla meccanica della 1100, nel 1953 l'Abarth produsse la 103 GT, versione coupé della 1100.
Dalla versione B derivò la 1100 S nel 1947. Progettata da Dante Giacosa, aveva una carrozzeria di tipo aerodinamico e non aveva paraurti. Le ruote posteriori erano carenate ed il motore da 51 cv derivava da quello impiegato sulla Cisitalia 202 e permetteva una velocità di 150 km/h. Erano montati un sistema di lubrificazione con radiatore dell'olio, una pompa dell'acqua di tipo centrifugo e un albero motore  su quattro cuscinetti di banco. Fu realizzata in 401 esemplari ed ottenne il 5º posto alla Mille Miglia del 1947 e il secondo nel 1948.
| Caratteristiche tecniche - Fiat 1100 B (1948-1949)                            | Caratteristiche tecniche - Fiat 1100 B (1948-1949) | Caratteristiche tecniche - Fiat 1100 B (1948-1949) | Caratteristiche tecniche - Fiat 1100 B (1948-1949) | Caratteristiche tecniche - Fiat 1100 B (1948-1949) | Caratteristiche tecniche - Fiat 1100 B (1948-1949) |
| Configurazione                                                                | Configurazione | Configurazione | Configurazione | Configurazione | Configurazione |
| ----------------------------------------------------------------------------- | --- | --- | --- | --- | --- |
| Carrozzeria: berlina                                                          | Carrozzeria: berlina | Posizione motore: anteriore | Posizione motore: anteriore | Trazione: posteriore | Trazione: posteriore |
| Dimensioni e pesi                                                             | | | | | |
| Ingombri (lungh.×largh.×alt. in mm): 4020 × 1482 × ?                          | Ingombri (lungh.×largh.×alt. in mm): 4020 × 1482 × ? | Ingombri (lungh.×largh.×alt. in mm): 4020 × 1482 × ? | Ingombri (lungh.×largh.×alt. in mm): 4020 × 1482 × ? | Diametro minimo sterzata: | Diametro minimo sterzata: |
| Interasse: 2420 mm                                                            | Interasse: 2420 mm | Carreggiate: anteriore 1231 - posteriore 1226 mm | Carreggiate: anteriore 1231 - posteriore 1226 mm | Altezza minima da terra: | Altezza minima da terra: |
| Masse                                                                         | a vuoto: 890 kg / in ordine di marcia: 1.170 kg | a vuoto: 890 kg / in ordine di marcia: 1.170 kg | a vuoto: 890 kg / in ordine di marcia: 1.170 kg | a vuoto: 890 kg / in ordine di marcia: 1.170 kg | a vuoto: 890 kg / in ordine di marcia: 1.170 kg |
| Meccanica                                                                     | | | | | |
| Tipo motore: 4 cilindri in linea a valvole in testa e albero a camme laterale | Tipo motore: 4 cilindri in linea a valvole in testa e albero a camme laterale | Tipo motore: 4 cilindri in linea a valvole in testa e albero a camme laterale | Cilindrata: (Alesaggio e corsa: 68 mm × 75 mm) 1.089 cm³ | Cilindrata: (Alesaggio e corsa: 68 mm × 75 mm) 1.089 cm³ | Cilindrata: (Alesaggio e corsa: 68 mm × 75 mm) 1.089 cm³ |
| Prestazioni motore                                                            | Potenza: 35 CV a 4 400 giri | Potenza: 35 CV a 4 400 giri | Potenza: 35 CV a 4 400 giri | Potenza: 35 CV a 4 400 giri | Potenza: 35 CV a 4 400 giri |
| Frizione: monodisco                                                           | Frizione: monodisco | Frizione: monodisco | Cambio: a 4 rapporti + retromarcia - 1°e 2° non sincronizzate | Cambio: a 4 rapporti + retromarcia - 1°e 2° non sincronizzate | Cambio: a 4 rapporti + retromarcia - 1°e 2° non sincronizzate |
| Telaio                                                                        | | | | | |
| Sospensioni                                                                   | anteriori: a ruote indipendenti, bracci trasversali sovrapposti, molle a elica, ammortizzatori idraulici a bagno d'olio, in scatole verticali / posteriori: ad assale rigido, balestre, ammortizzatori idraulici, barra stabilizzatrice trasversale | anteriori: a ruote indipendenti, bracci trasversali sovrapposti, molle a elica, ammortizzatori idraulici a bagno d'olio, in scatole verticali / posteriori: ad assale rigido, balestre, ammortizzatori idraulici, barra stabilizzatrice trasversale | anteriori: a ruote indipendenti, bracci trasversali sovrapposti, molle a elica, ammortizzatori idraulici a bagno d'olio, in scatole verticali / posteriori: ad assale rigido, balestre, ammortizzatori idraulici, barra stabilizzatrice trasversale | anteriori: a ruote indipendenti, bracci trasversali sovrapposti, molle a elica, ammortizzatori idraulici a bagno d'olio, in scatole verticali / posteriori: ad assale rigido, balestre, ammortizzatori idraulici, barra stabilizzatrice trasversale | anteriori: a ruote indipendenti, bracci trasversali sovrapposti, molle a elica, ammortizzatori idraulici a bagno d'olio, in scatole verticali / posteriori: ad assale rigido, balestre, ammortizzatori idraulici, barra stabilizzatrice trasversale |
| Freni                                                                         | anteriori: a tamburo / posteriori: a tamburo | anteriori: a tamburo / posteriori: a tamburo | anteriori: a tamburo / posteriori: a tamburo | anteriori: a tamburo / posteriori: a tamburo | anteriori: a tamburo / posteriori: a tamburo |
| Prestazioni dichiarate                                                        | | | | | |
| Velocità: 110 km/h                                                            | Velocità: 110 km/h | Velocità: 110 km/h | Accelerazione: | Accelerazione: | Accelerazione: |

## Galleria d'immagini

1100/103 versione A (1953)
1100/103 TV Berlina (1953)
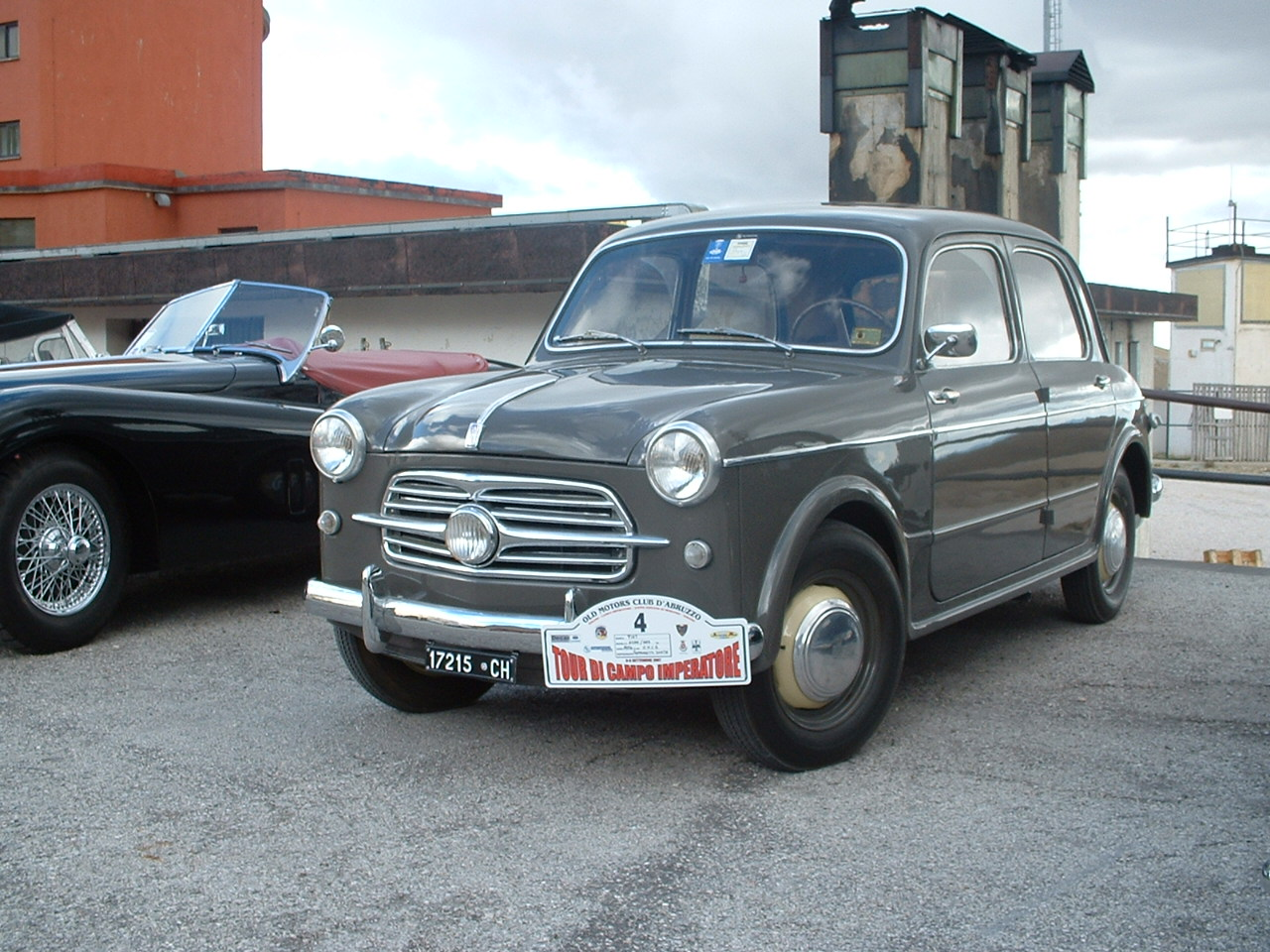
1100/103 (1954) che monta la mascherina della versione TV
Coupé su meccanica 1100/103 TV di Pininfarina, prima serie (1954-1955)
Coupé su meccanica 1100/103 di Zagato (1954)
1100/103 TV spider (1955)
Coupé su meccanica 1100/103 TV di Pininfarina, seconda serie (1956-1957)
1100/103 E (1956-1957)
1100/103 D '58 (1957)
Furgone 1100 T (1957-1968)
1100/103 H (o Lusso, 1959-1960)
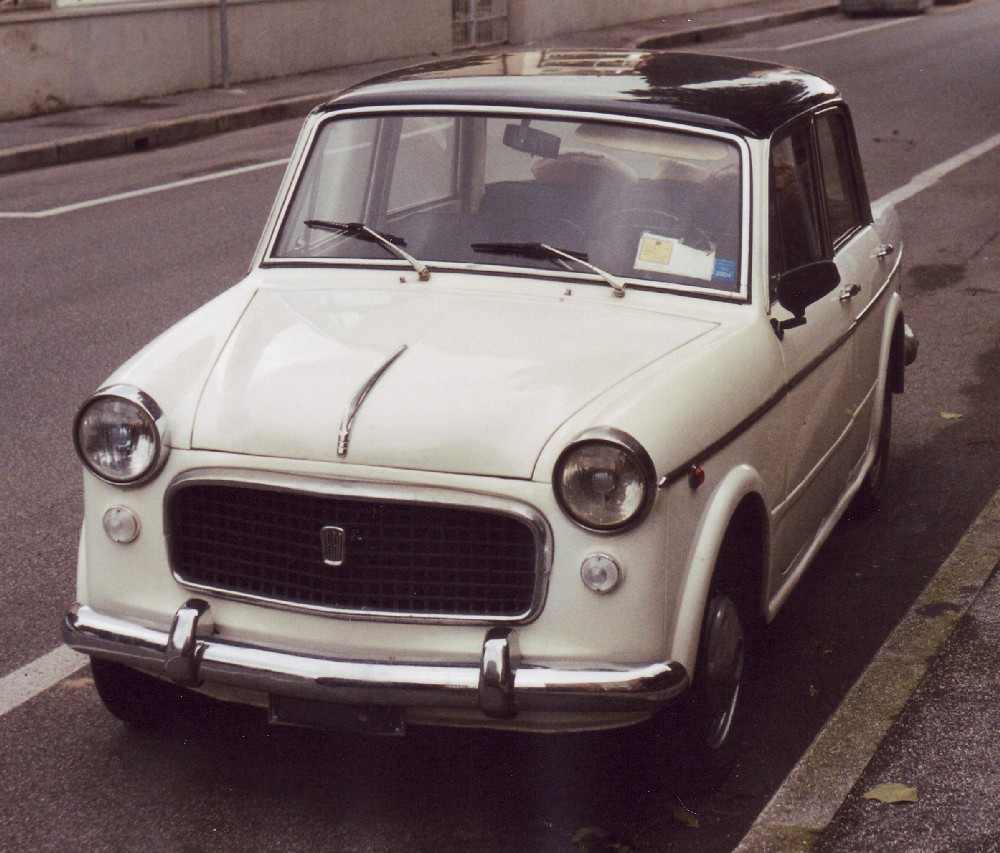
1100/103 Speciale (1960)
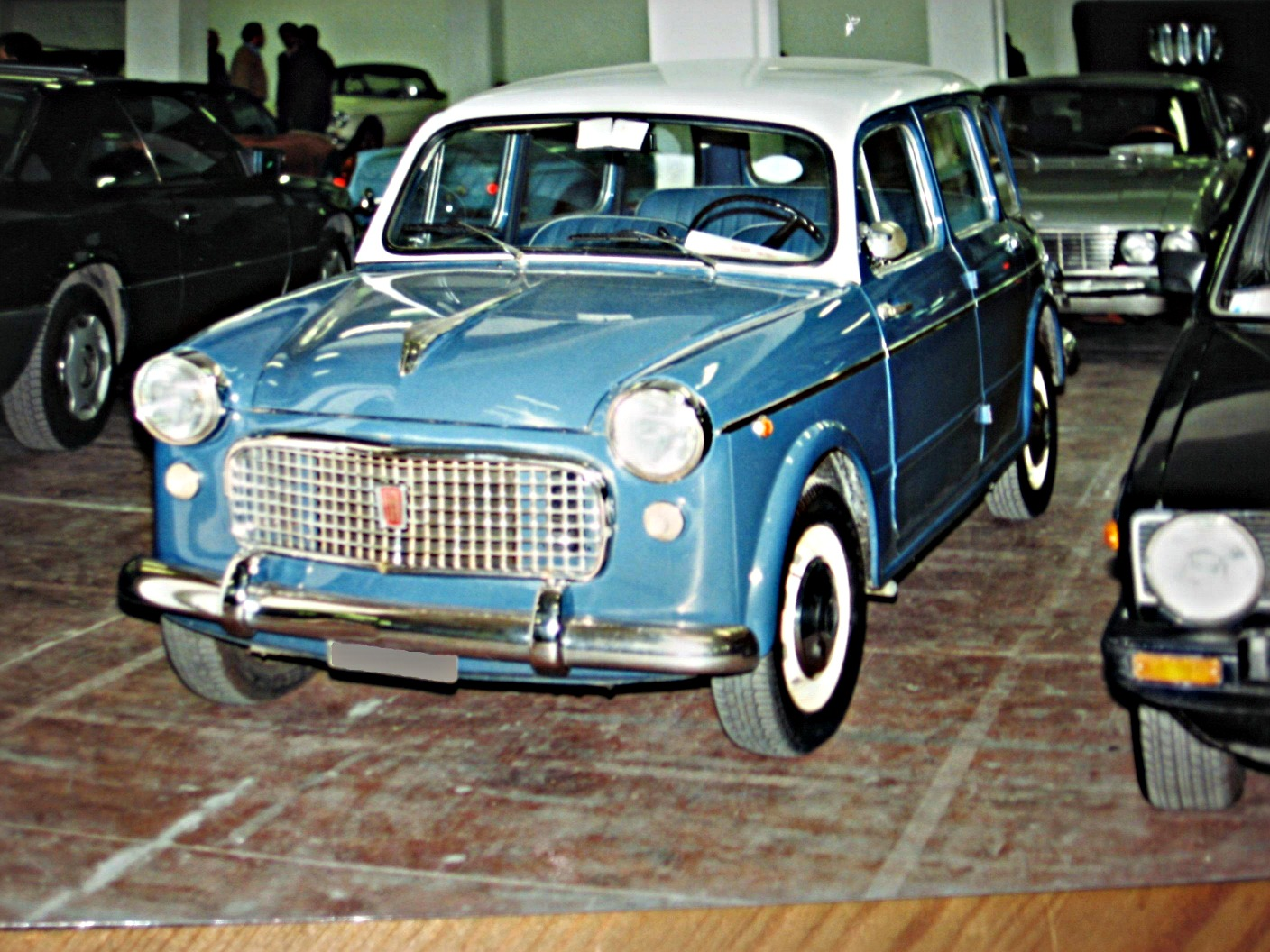
1100/103 Familiare, anni sessanta
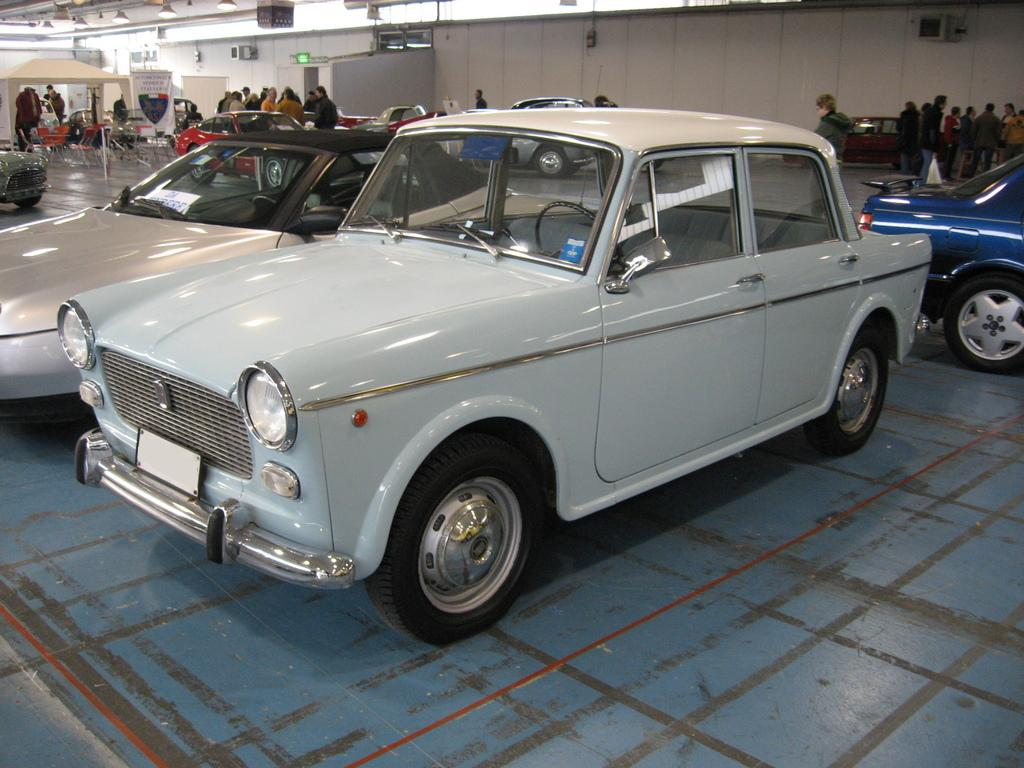
1100 D, anni sessanta
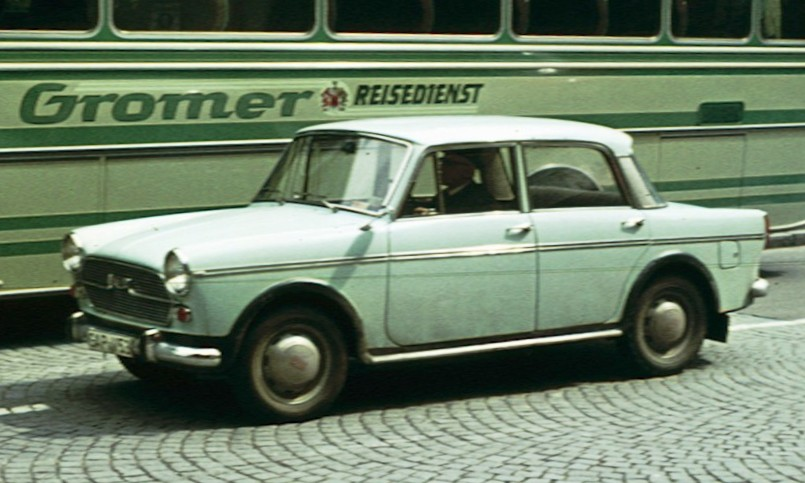
Neckar 1100 D, anni sessanta
1100/103 Export (1960-1961)
1100/103 Speciale (1962) senza nervature
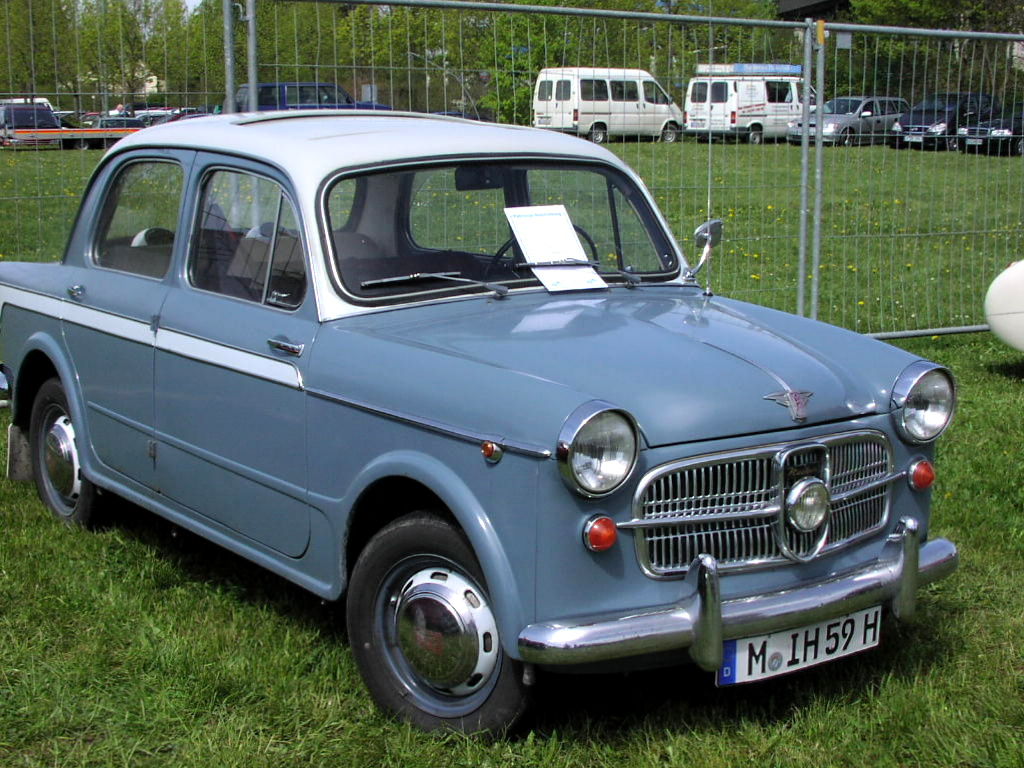
Neckar 1100/103 di fabbricazione tedesca
1100 D Familiare (1963)
1100 D Berlina 1.2 (1962)
1100 R Familiare (1966-1969)
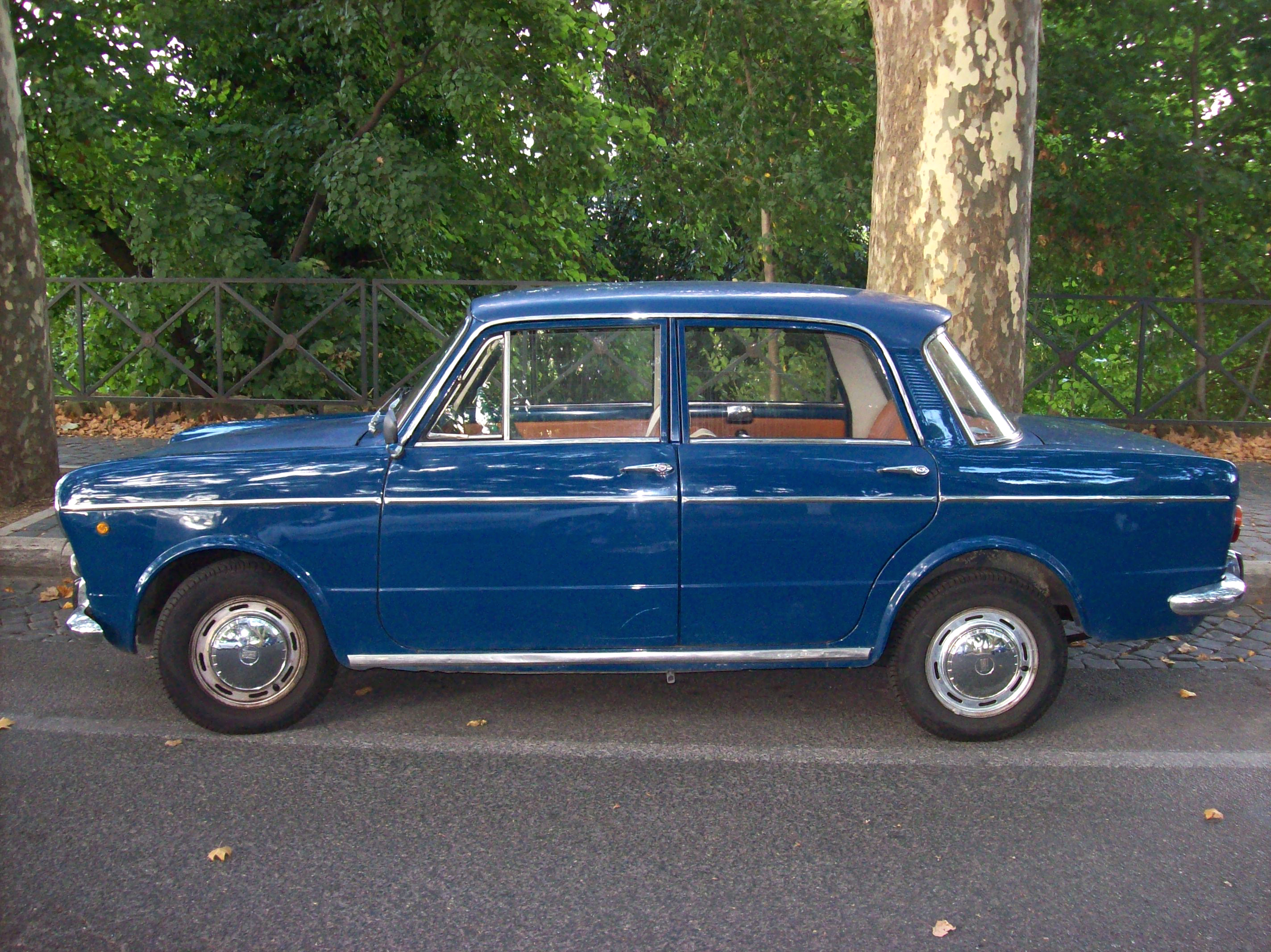
1100 R (1967)
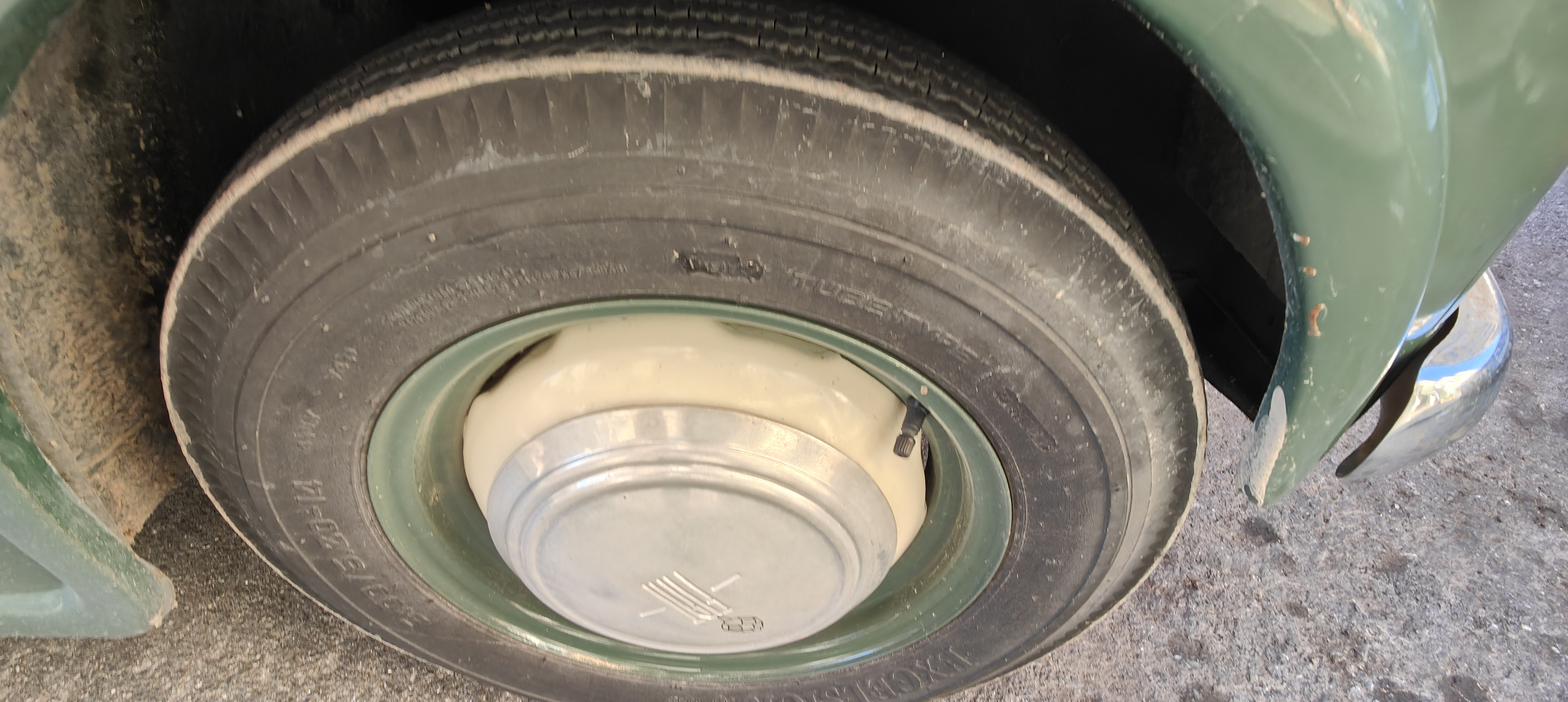
La gomma di una 1100 del 1955, misure 5:00/5.20 - 14